# Gregor Pompe
Gregor Pompe, slovenski muzikolog, skladatelj in glasbeni kritik, * 1974 , Ljubljana.

## Biografija
Gregor Pompe se je rodil leta 1974 v Ljubljani. Po končani gimnaziji Bežigrad je študiral na Filozofski fakulteti v Ljubljani; najprej primerjalno književnost in nemški jezik, nato dodatno še muzikologijo. Za svoje diplomsko delo je prejel študentsko Prešernovo nagrado Filozofske fakultete. Po študiju se je zaposlil kot asistent za na Oddelku za muzikologijo Filozofske fakultete, kjer je leta 2006 doktoriral iz semantike glasbe in postmodernizma. Leta 2009 je bil izvoljen v naziv docenta in leta 2014 v izrednega profesorja. Med letoma 2009 in 2014 je bil predsednik Slovenskega muzikološkega društva, od leta 2012 pa je predstojnik oddelka za muzikologijo Filozofske fakultete v Ljubljani. Poročen je s slovensko vizualno umetnico, akademsko slikarko in umetnostno teoretičarko Uršulo Berlot.

## Delo
Kot muzikolog se posveča predvsem vprašanjem sodobne glasbe, semantike glasbe in opere. Svoje prispevke je sprva objavljal v publikacijah Dialogi, Nova revija, Muzikološki bilten, Delo, Ampak, Literatura, Emzin, Rast, itd. Prevedel je tudi nekaj filozofskih spisov, občasno pa sodeluje še s programom ARS Radia Slovenije. Piše koncertne liste in je od leta 2002 stalni glasbeni kritik časnika Dnevnik. Za svoje znanstveno delo pa je prejel Mantuanijevo priznanje Slovenskega muzikološkega društva. Je član različnih strokovnih komisij (Mestna občina Ljubljana, Ministrstvo za kulturo Republike Slovenije, Strokovni svet Slovenske filharmonije).
Javno skladateljsko delo se je pričelo leta 1998 z izvedbo skladbe na ciklusu koncertov Jesenske serenade, nadaljevalo s serijami koncertov, ki jih je priredila Glasbena mladina ljubljanska, njegove skladbe pa so bile izvedene tudi na festivalih Muzifest in Kunigunda, na Noči mladih slovenskih skladateljev, Glasbenem juliju na obali, na festivalu Rostrum.  Od leta 2011 vodi Filozofsko filharmonijo, simfonični orkester Filozofske fakultete.

## Najpomembnejša znanstvena dela

### Knjige
- Jurij Snoj in Gregor Pompe, Pisna podoba glasbe na Slovenskem/ Music in Slovenia through the aspect of notation, Ljubljana, Založba ZRC Sazu 2003.
- Postmodernizem in semantika glasbe, Ljubljana, Znanstvena založba Filozofske fakultete 2011.
- Novi tokovi v glasbi 20. stoletja, Ljubljana, Znanstvena založba Filozofske fakultete 2014.

### Članki (izbor)
- Boulezova racionalna serialna organizacija in Cageovo naključje - enakost različnega, v: Muzikološki zbornik št. 37 (2001), str. 67-91.
- Slovenska operna ustvarjalnost in slovenski roman, Mednarodni simpozij Slovenski roman, Obdobja 21, Ljubljana, november 2002. Objavljeno v Miran Hladnik in Gregor Kocijan (ur.), Slovenski roman, (Obdobja, 21), Ljubljana, Center za slovenščino kot drugi/tuji jezik pri Oddelku za slovenistiko Filozofske fakultete, 2003, str. 697-703.
- The Historicity of Historical Opera, v: History and its Literary Genres, Cambridge Scholars Publishing, Cambridge 2007. (COBISS)
- Semiotsko-semantična narava glasbe. Muzikološki zbornik 43 (2007), št. 2, str. 233-242.
- Lebičeva "metafizična dialektika" - analiza skladateljeve eksplicitne poetike. Muzikološki zbornik 43 (2007), št. 1, str. 173-185.
- Evropska glasba? - nemuzikološko vprašanje. Ars & humanitas 2 (2008), št. 1, str. 54-64. (COBISS)
- Stanje vednosti raziskovanja glasbeno-gledališkega dela na Slovenskem Arhivirano 2014-11-09 na Wayback Machine.. De musica disserenda 6 (2010), št. 1, str. 39-49. (COBISS)
- Elektroakustična glasba v Sloveniji nekoč in danes : alternativa ali mainstream?. De musica disserenda, 2011, letn. 7, št. 2, str. 5-15. (COBISS)
- Musical analysis and / or interpretation: the case of opera. V: STEFANIJA, Leon (ur.), SCHÜLER, Nico (ur.). Approaches to music research: between practice and epistemology, (Methodology of music research, Vol. 6). Frankfurt am Main [etc.]: Peter Lang, 2011, str. 103-111. (COBISS)
- Poezija Svetlane Makarovič med literarno in glasbeno paradigmo. Jezik in slovstvo 56 (2011), št. 1/2, str. 63-71. (COBISS)
- An analysis of Alfred Schnittkeʼs Third symphony in the light of the question of metamusic. South Central music bulletin 10 (2011), št. 1, str. 4-19
- Palimpsest and/or parody technique: the relation between modernism and postmodernism in Peter Ruzicka's composition Tallis. New sound39 (2012), št. 1, str. 91-107 (COBISS)
- The question of referential frameworks in Wagnerʼs music dramas. V: BARBO, Matjaž (ur.), HOCHRADNER, Thomas (ur.). Music and its referential systems, (Specula spectacula, 3). Wien: Hollitzer Wissenschaftsverlag, 2012, str. 125-135. (COBISS)
- Ideologija v glasbi in ideologija o glasbi Arhivirano 2015-09-23 na Wayback Machine.. V: BJELČEVIČ, Aleksander (ur.). Ideologije v slovenskem jeziku, literaturi in kulturi: zbornik predavanj. Ljubljana: Znanstvena založba Filozofske fakultete, 2012, str. 77-82.

## Seznam kompozicij
- Odmev davnine, sodobne variacije na ljudsko temo za glas, flavto in kitaro
- Hommage a John Cage za pet instrumetnalistov in recitatorja
- Atanos št. 1 za angleški rog in harfo
- Liturgija za violo in violončelo
- Ob klavirju za štiri spretne pianiste/ke
- Enostaven, efekten in nezatežen esej o koncertnem dogodku za klarinet, rog in klavir
- Plasti za komorni ansambel
- Sedem smrtnih grehov in štiri poslednje reči, prosto po Hiernonymusu Boschu za pihalni trio
- Atanos št. 2 za harmoniko in harfo
- Ekscitacije za veliki simfonični orkester
- Lux aeterna za pihalni orkester